# 앨 진
앨 진(영어: Al Jean, 1961년 1월 9일~)은 미국의 애니메이터로, 《심슨 가족》의 작가 겸 제작자로 유명하다. 20세 때 하버드 대학교를 졸업한 뒤, 동문 마이크 리스(Mike Reiss)와 함께 1989년 《심슨 가족》의 작가이자 쇼러너가 되었다.